# 圣帕比
圣帕比（法語：Saint-Pabu，法語發音：[sɛ̃ paby]）是法国菲尼斯泰尔省的一个市镇，属于布雷斯特区。

## 地理
圣帕比（48°33'57"N, 4°36'10"W）面积9.94 平方千米，位于法国布列塔尼大區菲尼斯泰尔省，该省份为法国最西部的省份，位于布列塔尼半岛西部，北西南三面环大西洋，东临阿摩尔滨海省和莫尔比昂省。
与圣帕比接壤的市镇（或旧市镇、城区）包括：朗波勒-普卢达尔梅佐、普卢甘。

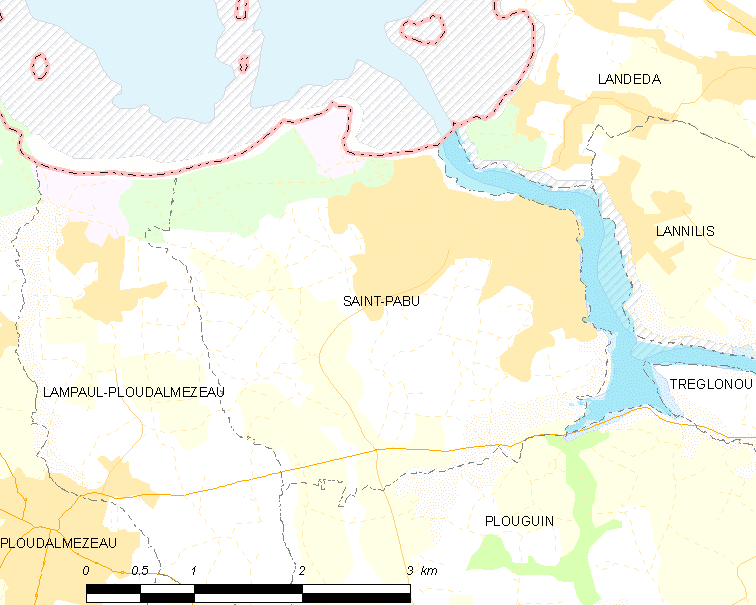
圣帕比的OSM定位图

圣帕比的时区为UTC+01:00、UTC+02:00（夏令时）。

## 行政
圣帕比的邮政编码为29830，INSEE市镇编码为29257。

## 政治
圣帕比所属的省级选区为普拉贝内克县。

## 人口

1962-2008年间圣帕比人口变化图示

圣帕比于2022年1月1日时的人口数量为2078人。